# Municipio de Allende (Coahuila)
El municipio de Allende es uno de los 38 municipios en que se encuentra dividido el estado mexicano de Coahuila de Zaragoza. Localizado al noreste del estado, su cabecera es el pueblo de Allende.

## Geografía
Allende se encuentra localizado en el noreste del estado de Coahuila, en la zona denominada como «los cinco manantiales». Se encuentra localizado entre las coordenadas geográficas extremas 28° 11' - 28° 23' de latitud norte y 101° 02' - 100° 44' de longitud oeste y su altitud fluctúa entre 300 y 600 metros sobre el nivel del mar.
La extensión territorial del municipio de Allende es de 252.013 kilómetros cuadrados que corresponden al 0.2% del territorio total del estado de Coahuila.
El municipio de Allende limita al noreste con el municipio de Nava, al este y al sur con el municipio de Villa Unión, al suroeste con el municipio de Sabinas y al noroeste con el municipio de Morelos.

## Demografía
La población de Allende según el Censo de Población y Vivienda de 2010 llevado a cabo por el Instituto Nacional de Estadística y Geografía es de un total de 22 675 habitantes, de estos 11 114 son hombres y 11 561 son mujeres.

### Localidades
En el Censo de 2020 el municipio de Allende contaba con 50 localidades.
| Código INEGI      | Localidad         | Población (2020) |
| ----------------- | ----------------- | ---------------- |
| 050030001         | Allende           | 21 376           |
| 050030016         | Río Bravo         | 1 190            |
| Otras localidades | Otras localidades | 490              |
| Total municipal   | Total municipal   | 1 022            |

## Política
El gobierno del municipio le corresponde al Ayuntamiento, el cual es formado por el presidente  municipal, el síndico y un cabildo integrado por seis regidores elegidos por mayoría relativa y dos por el principio de representación proporcional. Todos son elegidos para un periodo de cuatro años no renovable para el periodo inmediato pero sí de manera alterna.
El Ayuntamiento entra a ejercer su cargo el día 1 de enero del año siguiente en que tuvo verificativo el proceso electoral.

### Representación legislativa
Para la elección de diputados, tanto locales al Congreso de Coahuila, como federales a la Cámara de Diputados de México, el municipio de Allende se encuentra integrado dentro de los siguientes distritos electorales:
Local:
- Distrito electoral local 5 de Coahuila con cabecera en Monclova.[8]

Federal:
- Distrito electoral federal 1 de Coahuila con cabecera en la ciudad de Piedras Negras.[9]

### Presidentes municipales
| Nombre                           | Período     | Partido   |
| -------------------------------- | ----------- | --------- |
| Canuto Muñoz Mares               | 1939 - 1940 | PRM       |
| Alfonso García                   | 1941 - 1941 | PRM       |
| Juan de los Santos               | 1942 - 1942 | PRM       |
| Enrique A. Díaz                  | 1943 - 1945 | PRM       |
| Juan José Cantú                  | 1946 - 1948 | PRI       |
| Salvador F. Ibarra               | 1949 - 1951 | PRI       |
| Isidoro Flores Ramírez           | 1952 - 1954 | PRI       |
| Pedro A. Valdés                  | 1955 - 1955 | PRI       |
| Felipe de Alba                   | 1956 - 1957 | PRI       |
| Enrique A. Díaz                  | 1958 - 1960 | PRI       |
| Evaristo A. Cadena U.            | 1961 - 1963 | PRI       |
| Guter Lara Castro                | 1964 - 1966 | PRI       |
| Humberto Cantú Villarreal        | 1967 - 1969 | PRI       |
| Isaías Ortiz Rubio               | 1970 - 1972 | PRI       |
| Mario J. Lozano G.               | 1973 - 1975 | PRI       |
| Jesús Perales                    | 1976 - 1978 | PRI       |
| José Luis Zertuche               | 1979 - 1981 | PRI       |
| Enrique Navarro Montemayor       | 1982 - 1984 | PRI       |
| Héctor Rocha Contreras           | 1985 - 1987 | PRI       |
| Esteban Barrón Zulaica           | 1988 - 1990 | PRI       |
| Mario Salazar Garza              | 1991 - 1993 | PRI       |
| Tomás G. Navarro Valdés          | 1994 - 1996 | PRI       |
| Esteban Barrón Zulaica           | 1997 - 1999 | PRI       |
| Humberto Leonel Moreno V.        | 2000 - 2002 | PRI       |
| Esteban Barrón Zulaica           | 2003 - 2005 | PRI       |
| Ricardo Alfonso Treviño Guevara  | 2006 - 2009 | PRI       |
| Sergio Alonso Lozano Rodríguez   | 2010 - 2013 | PAN       |
| Luis Reynaldo Tapia Valadez      | 2014 - 2017 | PRI       |
| Antero Alberto Alvarado Saldívar | 2018 - 2021 | UDC -PAN  |
| José de Jesús Díaz Gutiérrez     | 2022 - 2024 | PRI       |
| Ricardo Alfonso Treviño Guevara  | 2024 -      | PT Morena |